# Sam Graves

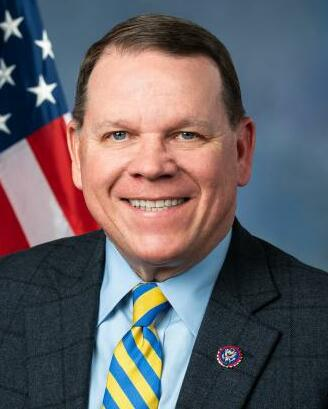
Sam Graves (2021)

Samuel Bruce „Sam“ Graves Jr. (* 7. November 1963 in Tarkio, Atchison County, Missouri) ist ein US-amerikanischer Politiker der Republikanischen Partei. Seit Januar 2001 vertritt er den sechsten Distrikt des Bundesstaats Missouri im Repräsentantenhaus der Vereinigten Staaten. Zuvor vertrat er zwischen 1992 und 1994 den vierten Distrikt im Repräsentantenhaus von Missouri, danach bis 2000 den zwölften Wahlkreis im Senat von Missouri.

## Biografie
Nach dem Besuch der Tarkio High School studierte er von 1982 und 1986 an der University of Missouri und schloss dieses Studium 1986 mit einem Bachelor of Arts (B.A.) ab.
Seine politische Laufbahn begann er 1992 mit der Wahl zum Abgeordneten im vierten Distrikt des Repräsentantenhauses von Missouri, in dem er bis 1994 die Republikaner vertrat. Im Anschluss war er von 1994 bis 2000 Mitglied des Senats von Missouri für den zwölften Wahlkreis.
2000 wurde er zum ersten Mal in das US-Repräsentantenhaus gewählt. Er konnte bei der Wahl für den sechsten Kongresswahlbezirk Steve Danner von der Demokratischen Partei, Jimmy Dykes von der Libertarian Party und Marie Richey von der Natural Law Party mit 50,9 % besiegen. Da er alle elf Wahlen zwischen 2002 und 2024 gewinnen konnte, übt er sein Mandat bis heute aus. Sein schlechtestes Wahlergebnis hatte er im Jahr 2008 mit 59,4 %, und sein bestes Ergebnis erzielte er bei den Wahlen 2024 mit 70,7 % der Stimmen. Er ist dadurch auch im Repräsentantenhaus des 119. Kongresses bis zum 3. Januar 2027 vertreten.

### Ausschüsse
Er ist aktuell Mitglied in folgenden Ausschüssen des Repräsentantenhauses:
- Committee on Armed Services
  - Tactical Air and Land Forces
- Committee on Transportation and Infrastructure